# Szenszoneb

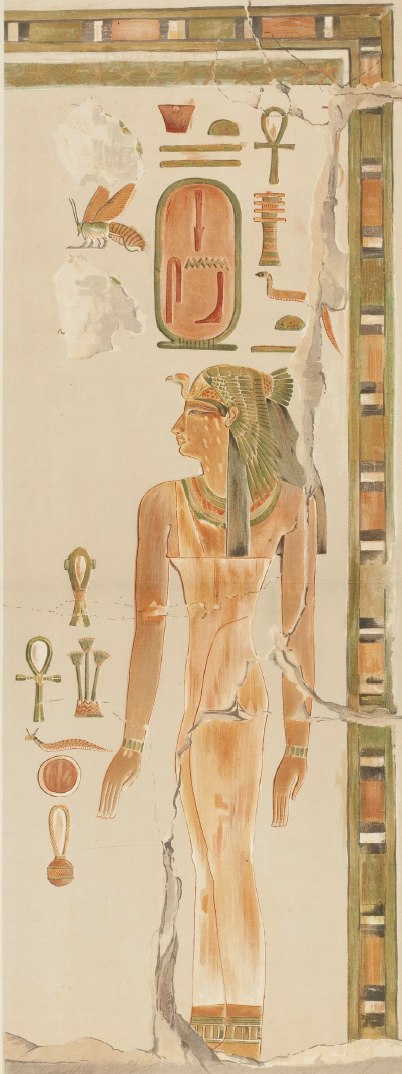
Szenszoneb Dejr el-Bahariban

Szenszoneb az ókori egyiptomi XVIII. dinasztia fáraójának, I. Thotmesznek az anyja.
Egyetlen ismert címe: „a király anyja”, így valószínűleg közrendű volt. Származásáról semmit nem tudni. Egy feltételezés szerint az uralkodócsalád egyik hercegéhez, Jahmesz-Szipairhoz ment hozzá, így Thotmesz királyi származású volt, de erre nincs bizonyíték.
Egy, a Vádi Halfában talált sztélé ábrázolja (ma a kairói Egyiptomi Múzeumban őrzik, CG 34006), melyen hűségesküt tesz fia koronázásakor. Emellett ábrázolják Hatsepszut halotti templomában Dejr el-Bahariban, festett domborműveken.
| sn · n | s | n · b |

| sn · n | s | n · b |